# Simone Paltineri
Simone Paltineri (né vers 1200 à Monselice, dans l'actuelle province de Padoue, alors dans la république de Venise et mort à Viterbe après le 7 février 1277) est un cardinal italien du XIIIe siècle.

## Biographie
Simone Paltineri est archiprêtre de S. Giustina à Monselice et chanoine à Padoue.
Le pape Urbain IV le crée cardinal lors du consistoire du 17 décembre 1261. Il est légat en Ombrie, Pise, Toscane, Venise et Lombardie. Il obtient la paix entre Pérouse et Assisi et réorganise l'armée du pape en 
 Piceno.
Le cardinal Paltineri ne participe pas à l'élection pontificale de 1264-1265, lors de laquelle Clément IV est élu. Le nouveau pape lui demande conduire une croisade dans le patriarcat de Grado contre Manfredi et les Sarrasins de Lucera. Il participe à l'élection de 1268-1271 (élection de Grégoire X), après une vacance de presque trois ans ; les électeurs demandent à six cardinaux de nommer le nouveau pape et un d'entre eux, le cardinal Paltineri est l'arbitre pour la sélection finale. Le cardinal Paltineri participe au premier conclave de 1276, lors duquel Innocent V est élu, au deuxième conclave de 1276 (élection d'Adrien V, ainsi qu'à l'élection pontificale de septembre 1276 (élection de Jean XXI).